# Saliowie
Saliowie (łac. Salii, od salio – tańczę) – członkowie jednego z najstarszych kolegium kapłanów w Rzymie antycznym, kapłani Marsa.

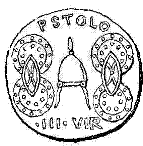
Symbole saliów – ancilia i apex (moneta)

Początkowo istniało jedno kolegium, zorganizowane przez Numę Pompiliusza na Palatynie – tak zwani Salii Palatini, które później rozpadło się na dwa. Drugą grupę miał zorganizować Tullus Hostiliusz na Kwirynale w pobliżu Porta Collina; zwano ich Salii Collini lub Agonales.
Saliów było 24 (12 z Kapitolu i 12 z Kwirynału) i byli wybierani wyłącznie z patrycjuszów. Przewodził kolegium magister, ważną rolę odgrywali też praesul (prowadzący taniec) i vates (prowadzący chór). Dwa razy w roku: w marcu i październiku, w formie procesji, wykonywali oni na ulicach miasta staroitalskie tańce i pieśni kultowe, ze spiżowymi tarczami, zwanymi ancilia, przyodziani w (już wtedy uznawane za antyczne) staroitalskie stroje składające się z tuniki, pancerza, togi (toga praetexta) i szpiczastej czapki (apex). W swych pieśniach (Carmen saliare) wzywali Marsa. Była to tak stara tradycja, że Marek Terencjusz Warron (116-27 p.n.e.) dokonywał przekładu tekstów tych pieśni na bardziej współczesną łacinę.